# La Volte
Pour les articles homonymes, voir Volte (homonymie).
La Volte est une maison d'édition indépendante française spécialisée dans les littératures de l'imaginaire, fondée le 4 juin 2004 par Mathias Echenay, ancien chef des ventes aux éditions du Seuil et ex-commercial chez Flammarion,.

## Historique
La Volte est créée, avec les encouragements d'Alain Damasio, afin de publier son roman, La Horde du Contrevent. Le nom de la maison, ainsi que certaines références utilisées sur le site, proviennent de ce roman ainsi que de La Zone du Dehors, du même auteur.
En 2014, pour les 10 ans de La Volte, Phaune Radio produit une série de créations sonores inédites, inspirées des textes et voix des auteurs de La Volte, pour le festival Les Utopiales à Nantes.
En 2019, à l'occasion de ses 15 ans, La Volte publie le troisième roman d'Alain Damasio, Les Furtifs.

## Ligne éditoriale
Les éditions La Volte proposent un catalogue croisant littératures de l'imaginaire et fictions expérimentales, voire inclassables.
Décrivant la littérature comme territoire de « langagement », elles publient à l'occasion de leur 15 ans deux manifestes signés par Mathias Echenay et par l'auteur de science-fiction Valerio Evangelisti.

## Auteurs publiés
- Yvan Améry
- Jacques Barbéri
- Stéphane Beauverger
- Karim Berrouka
- Francis Berthelot
- Sabrina Calvo
- Philippe Curval
- Alain Damasio
- Emmanuel Delporte
- Catherine Dufour
- Valerio Evangelisti
- Lionel Évrard
- Claire Garand
- Angelica Gorodischer
- Léo Henry
- Emmanuel Jouanne
- L.L. Kloetzer
- Doris Lessing
- Li-Cam
- luvan
- Norbert Merjagnan
- Jeff Noon
- Momus
- Laurent Rivelaygue
- Ketty Steward
- Frédéric Serva
- Karin Tidbeck
- Jean-Pierre Vernay
- Michael Roch
- Elio Possoz